# Алейников, Сергей Евгеньевич
Серге́й Евге́ньевич Але́йников (бел. Сяргей Яўгенавіч Алейнікаў; род. 7 ноября 1961, Минск) — советский и белорусский футболист, игрок сборной СССР. Выступал на позиции опорного полузащитника и защитника. После завершения игровой карьеры — тренер.
С декабря 2024 - спортивный директор болгарского Локомотива из Пловдива.

## Ранние годы
Будучи ребёнком, фактически не интересовался футболом, отдавал предпочтение шахматам. Любовь к футболу ему привязал старший брат — Александр, который посещал футбольную секцию «Трудовые резервы». Заприметив Сергея на одной из тренировок, Дмитрий Тарасов пригласил одиннадцатилетнего Сергея на занятия в минскую СДЮШОР №5. Тренировать его стал Олег Базарнов. В финале юношеского первенства БССР 1979 года СДЮШОР №5 обыграла команду «Динамо» со счётом 1:0. Единственный гол в матче забил именно Алейников. Далее команда Базарнова дошла до финала аналогичного турнира на уровне СССР. По пути к решающему матчу минчане одолели московский «Спартак», ленинградский «Зенит» и львовские «Карпаты». В финальном турнире СДЮШОР №5 заняла второе место, уступив лишь ФШМ.
После выпуска из СДЮШОР №5 окончил школу и пошёл учеником на завод. За полгода работы ему была присвоена квалификация слесарь-сборщик радиоаппаратуры первого разряда. Позднее состоялся его разговор с Базарновым. Тренер настаивал, чтобы тот поступил в институт физкультуры. Алейников экзамены сдал успешно. В институте играл за студенческую футбольную команду «Буревестник», которую возглавлял Валерий Яромко. В 1980 году «Буревестник» выиграл Кубок БССР и стал третьим в чемпионате. Осенью того же года тренер дубля минского «Динамо» Вениамин Арзамасцев заприметил полузащитника и пригласил его в команду.

## Клубная карьера

### «Динамо» (Минск)
В начале 1980-х годов попал в дубль минского «Динамо». В 1981 году 19-летний привлекался главным тренером команды Эдуардом Малофеевым к работе с основной командой, однако до конца сезона появился на поле лишь несколько раз.
В 1982 году минчане впервые в истории выиграли чемпионат СССР, а Алейников внёс значительный вклад в этот успех. Несмотря на то, что на поле он появлялся не так часто (всего он сыграл в 21 матче из 34), ему удалось забить 8 голов, большинство из которых приносили команде очки. В заключительном туре чемпионата против «Спартака» он поразил ворота голкипера Рината Дасаева, сделав счёт в матче 4:1 в пользу своей команды. Однако после этого москвичи сумели сократить разрыв до минимума и матч закончился со счётом 4:3, а на счету Алейникова, таким образом, оказался «золотой» гол.
Начиная со следующего сезона Алейников стал игроком стартового состава команды. Защитить титул динамовцы не сумели, но заняли третье место. К тому моменту Алейников окончательно закрепил за собой позицию опорного полузащитника, являясь связующим звеном между обороной и атакой команды. Новых трофеев «Динамо» выиграть не сумело, однако следующие три сезона регулярно заканчивало в зоне еврокубков, где также выступало достаточно успешно. Через Алейникова развивалось большинство атак команды, а его уверенная игра и уважение партнёров привели к тому, что в 1986 году он получил капитанскую повязку.

### «Ювентус»
В 1989 году интерес к игроку проявил итальянский «Дженоа», однако в дело вмешался директор «Ювентуса» Джампьеро Бониперти, в результате Алейников стал футболистом «чёрно-белых», которые заплатили за него около четырёх миллионов долларов. Адаптации полузащитника способствовало то, что за клуб уже выступал его партнёр по сборной Александр Заваров. Несмотря на действующий в то время лимит на легионеров, Алейников сумел стать игроком основы и за сезон помог одержать ей победы в Кубке Италии и Кубке УЕФА. Однако по окончании сезона Алейников был вынужден покинуть команду. По одной из версий причиной этого был уход с поста главного тренера Дино Дзоффа, который и приглашал Алейникова в команду. Позже в интервью Алейников рассказывал, что его уходу способствовали махинации фирмы «Симод» (которая выполняла роль посредника при переходе футболиста) с его контрактом.

### «Лечче»
В результате летом 1990 года Алейников оказался в аутсайдере Серии А «Лечче», который по итогам сезона покинул элитный дивизион. Ещё год отыграл в Серии B, по результатам сезона его команда заняла лишь 10-е место, после чего принял решение покинуть Италию.

### «Гамба Осака» и «Оддевольд»
После этого карьера Алейникова продолжилась в японской Джей-лиге, которая в тот период нередко заманивала известных европейских футболистов (в их числе Олег Протасов и Ахрик Цвейба). Выступая за команду «Гамба Осака», полузащитник вернул себе былую форму и принял решение вернуться в Европу, чему также способствовал конфликт с тренером японской команды Йосипом Куже. Однако он вновь был обманут агентами, оказавшись без игровой практики и части личных сбережений. Контракт ему удалось подписать лишь с клубом второго дивизиона чемпионата Швеции «Оддевольд», за который он провёл всего лишь пять матчей и принял решение завершить игровую карьеру.

### «Корильяно» и «Ананьи Фонтана» и прощальный матч на «Динамо»
В 1997—1999 годах выступал за любительские итальянские команды «Корильяно» и «Ананьи Фонтана».
17 сентября 1999 года провёл прощальный матч на минском стадионе «Динамо», в котором сыграли золотой состав «Динамо» 1982 года и сборная звёзд СССР (3:2). Сергей сыграл по тайму за каждого соперника. На игре присутствовало порядка 20 тысяч болельщиков. После завершения карьеры признан лучшим белорусским футболистом двадцатого века.

## Карьера в сборной
Проведя несколько матчей за олимпийскую сборную СССР, в 1983 году дебютировал в составе основной команды (обе команды возглавлял Эдуард Малофеев). Когда в 1986 году главным тренером команды стал Валерий Лобановский, Алейников остался единственным игроком минского «Динамо», который привлекался в сборную на постоянной основе, а также одним из немногих игроков основной обоймы, не игравшим за киевское «Динамо», которое было базовым клубом сборной.
В составе сборной принял участие в чемпионате мира 1986 и 1990 годов, которые сложились для команды неудачно (в первом случае советские футболисты вылетели на стадии 1/8 финала, а во втором не смогли преодолеть групповой этап). Гораздо удачнее сложился Евро-1988, где подопечные Лобановского выиграли серебряные медали, лишь в финале проиграв сборной Нидерландов. Успешная игра Алейникова на этом турнире привлекла к нему внимание европейских клубов.
В 1990 году сборную возглавил Анатолий Бышовец, который занялся серьёзным обновлением состава. Алейников оказался одним из немногих старожилов, который продолжил выступать в стартовом составе сборной. В составе сборной СНГ он принял участие в Евро-1992. Уже после распада СССР провёл несколько матчей за сборную Беларуси, после чего завершил карьеру в сборной.
Автор самых быстрых голов сборной СССР на чемпионатах мира и Европы, в 1986 году он на 4-й минуте поразил ворота сборной Венгрии, а в 1988 году отметился голом в ворота сборной Англии уже на 3-й минуте матча.
В 1990 году сыграл за сборную мира в матче, посвящённом 50-летию Пеле. При этом в составе он был единственным футболистом из СССР.
| Матчи Сергея Алейникова за сборную СССР | Матчи Сергея Алейникова за сборную СССР | Матчи Сергея Алейникова за сборную СССР | Матчи Сергея Алейникова за сборную СССР | Матчи Сергея Алейникова за сборную СССР | Матчи Сергея Алейникова за сборную СССР | Матчи Сергея Алейникова за сборную СССР | Матчи Сергея Алейникова за сборную СССР |
| №                                       | Дата                                    | Соперник                                | Счёт                                    | Голы                                    | Карточки                                | Минуты                                  | Соревнование                            |
| --------------------------------------- | --------------------------------------- | --------------------------------------- | --------------------------------------- | --------------------------------------- | --------------------------------------- | --------------------------------------- | --------------------------------------- |
| 1                                       | 28 марта 1984                           | ФРГ                                     | 1:2                                     | —                                       | —                                       | 90'                                     | Товарищеский матч                       |
| 2                                       | 15 мая 1984                             | Финляндия                               | 3:1                                     | —                                       | —                                       | 71'                                     | Товарищеский матч                       |
| 3                                       | 2 июня 1984                             | Англия                                  | 2:0                                     | —                                       | —                                       | 85'                                     | Товарищеский матч                       |
| 4                                       | 19 августа 1984                         | Мексика                                 | 3:0                                     | —                                       | —                                       | 90'                                     | Товарищеский матч                       |
| 5                                       | 12 сентября 1984                        | Ирландия                                | 0:1                                     | —                                       | —                                       | 90'                                     | Отборочные матчи ЧМ-1986                |
| 6                                       | 10 октября 1984                         | Норвегия                                | 1:1                                     | —                                       | —                                       | 90'                                     | Отборочные матчи ЧМ-1986                |
| 7                                       | 21 января 1985                          | Китай                                   | 3:2                                     | —                                       | —                                       | 90'                                     | Кубок Неру-1985. Групповой этап         |
| 8                                       | 25 января 1985                          | Югославия                               | 1:2                                     | —                                       | —                                       | 46'                                     | Кубок Неру-1985. Групповой этап         |
| 9                                       | 28 января 1985                          | Иран                                    | 2:0                                     | —                                       | —                                       | 90'                                     | Кубок Неру-1985. Групповой этап         |
| 10                                      | 2 февраля 1985                          | Марокко                                 | 1:0                                     | —                                       | —                                       | 90'                                     | Кубок Неру-1985. 1/2 финала             |
| 11                                      | 2 февраля 1985                          | Югославия                               | 2:1                                     | 11′                                     | —                                       | 90'                                     | Кубок Неру-1985. Финал                  |
| 12                                      | 27 марта 1985                           | Австрия                                 | 2:0                                     | —                                       | —                                       | 90'                                     | Товарищеский матч                       |
| 13                                      | 17 апреля 1985                          | Швейцария                               | 2:2                                     | —                                       | —                                       | 90'                                     | Отборочные матчи ЧМ-1986                |
| 14                                      | 2 мая 1985                              | Швейцария                               | 4:0                                     | —                                       | —                                       | 90'                                     | Отборочные матчи ЧМ-1986                |
| 15                                      | 5 июня 1985                             | Дания                                   | 2:4                                     | —                                       | —                                       | 90'                                     | Отборочные матчи ЧМ-1986                |
| 16                                      | 7 августа 1985                          | Румыния                                 | 2:0                                     | —                                       | —                                       | 90'                                     | Товарищеский матч                       |
| 17                                      | 28 августа 1985                         | ФРГ                                     | 1:0                                     | —                                       | —                                       | 90'                                     | Товарищеский матч                       |
| 18                                      | 25 сентября 1985                        | Дания                                   | 1:0                                     | —                                       | —                                       | 90'                                     | Отборочные матчи ЧМ-1986                |
| 19                                      | 16 октября 1985                         | Ирландия                                | 2:0                                     | —                                       | —                                       | 90'                                     | Отборочные матчи ЧМ-1986                |
| 20                                      | 30 октября 1985                         | Норвегия                                | 1:0                                     | —                                       | —                                       | 45'                                     | Отборочные матчи ЧМ-1986                |
| 21                                      | 19 февраля 1986                         | Мексика                                 | 0:1                                     | —                                       | —                                       | 55'                                     | Товарищеский матч                       |
| 22                                      | 26 марта 1986                           | Англия                                  | 0:1                                     | —                                       | —                                       | 90'                                     | Товарищеский матч                       |
| 23                                      | 23 апреля 1986                          | Румыния                                 | 1:2                                     | —                                       | —                                       | 58'                                     | Товарищеский матч                       |
| 24                                      | 2 июня 1986                             | Венгрия                                 | 6:0                                     | 4′                                      | —                                       | 90'                                     | ЧМ-1986. Групповой этап                 |
| 25                                      | 5 июня 1986                             | Франция                                 | 1:1                                     | —                                       | —                                       | 90'                                     | ЧМ-1986. Групповой этап                 |
| 26                                      | 9 июня 1986                             | Канада                                  | 2:0                                     | —                                       | —                                       | 90'                                     | ЧМ-1986. Групповой этап                 |
| 27                                      | 15 июня 1986                            | Бельгия                                 | 3:4                                     | —                                       | —                                       | 120'                                    | ЧМ-1986. 1/8 финала                     |
| 28                                      | 20 августа 1986                         | Швеция                                  | 0:0                                     | —                                       | —                                       | 45'                                     | Товарищеский матч                       |
| 29                                      | 24 сентября 1986                        | Исландия                                | 1:1                                     | —                                       | —                                       | 90'                                     | Отборочные матчи ЧЕ-1988                |
| 30                                      | 11 октября 1986                         | Франция                                 | 2:0                                     | —                                       | —                                       | 90'                                     | Отборочные матчи ЧЕ-1988                |
| 31                                      | 18 апреля 1987                          | Швеция                                  | 1:3                                     | —                                       | —                                       | 90'                                     | Товарищеский матч                       |
| 32                                      | 29 апреля 1987                          | ГДР                                     | 2:0                                     | —                                       | —                                       | 86'                                     | Отборочные матчи ЧЕ-1988                |
| 33                                      | 3 июня 1987                             | Норвегия                                | 1:0                                     | —                                       | —                                       | 90'                                     | Отборочные матчи ЧЕ-1988                |
| 34                                      | 29 августа 1987                         | Югославия                               | 1:0                                     | —                                       | —                                       | 82'                                     | Товарищеский матч                       |
| 35                                      | 9 сентября 1987                         | Франция                                 | 1:1                                     | —                                       | —                                       | 90'                                     | Отборочные матчи ЧЕ-1988                |
| 36                                      | 23 сентября 1987                        | Греция                                  | 3:0                                     | —                                       | —                                       | 90'                                     | Товарищеский матч                       |
| 37                                      | 10 октября 1987                         | ГДР                                     | 1:1                                     | 80′                                     | 7'                                      | 90'                                     | Отборочные матчи ЧЕ-1988                |
| 38                                      | 28 октября 1987                         | Исландия                                | 2:0                                     | —                                       | —                                       | 90'                                     | Отборочные матчи ЧЕ-1988                |
| 39                                      | 20 февраля 1988                         | Италия                                  | 1:4                                     | —                                       | —                                       | 90'                                     | Товарищеский матч                       |
| 40                                      | 2 апреля 1988                           | Швеция                                  | 0:2                                     | —                                       | —                                       | 68'                                     | Товарищеский матч                       |
| 41                                      | 1 июня 1988                             | Польша                                  | 2:1                                     | —                                       | —                                       | 76'                                     | Товарищеский матч                       |
| 42                                      | 12 июня 1988                            | Нидерланды                              | 1:0                                     | —                                       | —                                       | 82'                                     | ЧЕ-1988. Групповой этап                 |
| 43                                      | 15 июня 1988                            | Ирландия                                | 1:1                                     | —                                       | —                                       | 90'                                     | ЧЕ-1988. Групповой этап                 |
| 44                                      | 18 июня 1988                            | Англия                                  | 3:1                                     | 3′                                      | —                                       | 90'                                     | ЧЕ-1988. Групповой этап                 |
| 45                                      | 22 июня 1988                            | Италия                                  | 2:0                                     | —                                       | —                                       | 90'                                     | ЧЕ-1988. 1/2 финала                     |
| 46                                      | 25 июня 1988                            | Нидерланды                              | 0:2                                     | —                                       | —                                       | 90'                                     | ЧЕ-1988. Финал                          |
| 47                                      | 17 августа 1988                         | Финляндия                               | 0:0                                     | —                                       | —                                       | 90'                                     | Товарищеский матч                       |
| 48                                      | 31 августа 1988                         | Исландия                                | 1:1                                     | —                                       | —                                       | 90'                                     | Отборочные матчи ЧМ-1990                |
| 49                                      | 21 сентября 1988                        | Германия                                | 0:1                                     | —                                       | —                                       | 90'                                     | Товарищеский матч                       |
| 50                                      | 19 октября 1988                         | Австрия                                 | 2:0                                     | —                                       | —                                       | 90'                                     | Отборочные матчи ЧМ-1990                |
| 51                                      | 21 ноября 1988                          | Сирия                                   | 2:0                                     | —                                       | —                                       | 90'                                     | Товарищеский матч                       |
| 52                                      | 23 ноября 1988                          | Кувейт                                  | 1:0                                     | —                                       | —                                       | 30'                                     | Товарищеский матч                       |
| 53                                      | 27 ноября 1988                          | Кувейт                                  | 2:0                                     | 88′                                     | —                                       | 70'                                     | Товарищеский матч                       |
| 54                                      | 21 февраля 1989                         | Болгария                                | 2:1                                     | —                                       | Предупреждён                            | 90'                                     | Товарищеский матч                       |
| 55                                      | 22 марта 1989                           | Нидерланды                              | 0:2                                     | —                                       | —                                       | 90'                                     | Товарищеский матч                       |
| 56                                      | 26 апреля 1989                          | ГДР                                     | 3:0                                     | —                                       | —                                       | 81'                                     | Отборочные матчи ЧМ-1990                |
| 57                                      | 10 мая 1989                             | Турция                                  | 1:0                                     | —                                       | —                                       | 90'                                     | Отборочные матчи ЧМ-1990                |
| 58                                      | 31 мая 1989                             | Исландия                                | 1:1                                     | —                                       | —                                       | 90'                                     | Отборочные матчи ЧМ-1990                |
| 59                                      | 6 сентября 1989                         | Австрия                                 | 0:0                                     | —                                       | —                                       | 78'                                     | Отборочные матчи ЧМ-1990                |
| 60                                      | 8 октября 1989                          | ГДР                                     | 1:2                                     | —                                       | —                                       | 90'                                     | Отборочные матчи ЧМ-1990                |
| 61                                      | 28 марта 1990                           | Нидерланды                              | 2:1                                     | —                                       | —                                       | 45'                                     | Товарищеский матч                       |
| 62                                      | 9 июня 1990                             | Румыния                                 | 0:2                                     | —                                       | —                                       | 90'                                     | ЧМ-1990. Групповой этап                 |
| 63                                      | 13 июня 1990                            | Аргентина                               | 0:2                                     | —                                       | —                                       | 90'                                     | ЧМ-1990. Групповой этап                 |
| 64                                      | 18 июня 1990                            | Камерун                                 | 4:0                                     | —                                       | —                                       | 90'                                     | ЧМ-1990. Групповой этап                 |
| 65                                      | 3 ноября 1990                           | Италия                                  | 0:0                                     | —                                       | —                                       | 90'                                     | Отборочные матчи ЧЕ-1992                |
| 66                                      | 6 февраля 1991                          | Шотландия                               | 1:0                                     | —                                       | —                                       | 90'                                     | Товарищеский матч                       |
| 67                                      | 17 апреля 1991                          | Венгрия                                 | 1:0                                     | —                                       | 22'                                     | 90'                                     | Отборочные матчи ЧЕ-1992                |
| 68                                      | 29 мая 1991                             | Кипр                                    | 4:0                                     | 89′                                     | —                                       | 90'                                     | Отборочные матчи ЧЕ-1992                |
| 69                                      | 13 июня 1991                            | Швеция                                  | 3:2                                     | —                                       | —                                       | 120'                                    | СКАНИЯ 100. 1/2 финала                  |
| 70                                      | 16 июня 1991                            | Италия                                  | 3:4                                     | —                                       | —                                       | 120'                                    | СКАНИЯ 100. Финал                       |
| 71                                      | 28 августа 1991                         | Норвегия                                | 1:0                                     | —                                       | —                                       | 90'                                     | Отборочные матчи ЧЕ-1992                |
| 72                                      | 25 сентября 1991                        | Венгрия                                 | 2:2                                     | —                                       | —                                       | 90'                                     | Отборочные матчи ЧЕ-1992                |
| 73                                      | 12 октября 1991                         | Италия                                  | 0:0                                     | —                                       | 46'                                     | 90'                                     | Отборочные матчи ЧЕ-1992                |

Итого: 73 матча / 6 голов; 40 побед, 15 ничьих, 18 поражений.
| Матчи Сергея Алейникова за сборную СНГ | Матчи Сергея Алейникова за сборную СНГ | Матчи Сергея Алейникова за сборную СНГ | Матчи Сергея Алейникова за сборную СНГ | Матчи Сергея Алейникова за сборную СНГ | Матчи Сергея Алейникова за сборную СНГ | Матчи Сергея Алейникова за сборную СНГ | Матчи Сергея Алейникова за сборную СНГ |
| №                                      | Дата                                   | Соперник                               | Счёт                                   | Голы                                   | Карточки                               | Минуты                                 | Соревнование                           |
| -------------------------------------- | -------------------------------------- | -------------------------------------- | -------------------------------------- | -------------------------------------- | -------------------------------------- | -------------------------------------- | -------------------------------------- |
| 1                                      | 19 февраля 1992                        | Испания                                | 1:1                                    | —                                      | —                                      | 55'                                    | Товарищеский матч                      |
| 2                                      | 3 июня 1992                            | Дания                                  | 1:1                                    | —                                      | —                                      | 59'                                    | Товарищеский матч                      |
| 3                                      | 15 июня 1992                           | Нидерланды                             | 0:0                                    | —                                      | —                                      | 57'                                    | ЧЕ-1992. Групповой этап                |
| 4                                      | 18 июня 1992                           | Шотландия                              | 0:3                                    | —                                      | —                                      | 45'                                    | ЧЕ-1992. Групповой этап                |

Итого: 4 матча / 0 голов; 0 побед, 3 ничьих, 1 поражение.
| Матчи Сергея Алейникова за национальную сборную Беларуси | Матчи Сергея Алейникова за национальную сборную Беларуси | Матчи Сергея Алейникова за национальную сборную Беларуси | Матчи Сергея Алейникова за национальную сборную Беларуси | Матчи Сергея Алейникова за национальную сборную Беларуси | Матчи Сергея Алейникова за национальную сборную Беларуси | Матчи Сергея Алейникова за национальную сборную Беларуси | Матчи Сергея Алейникова за национальную сборную Беларуси |
| №                                                        | Дата                                                     | Соперник                                                 | Счёт                                                     | Голы                                                     | Карточки                                                 | Минуты                                                   | Соревнование                                             |
| -------------------------------------------------------- | -------------------------------------------------------- | -------------------------------------------------------- | -------------------------------------------------------- | -------------------------------------------------------- | -------------------------------------------------------- | -------------------------------------------------------- | -------------------------------------------------------- |
| 1                                                        | 28 октября 1992                                          | Украина                                                  | 1:1                                                      | —                                                        | —                                                        | 90'                                                      | Товарищеский матч                                        |
| 2                                                        | 27 января 1993                                           | Эквадор                                                  | 1:1                                                      | —                                                        | —                                                        | 90'                                                      | Товарищеский матч                                        |
| 3                                                        | 30 января 1993                                           | Перу                                                     | 1:1                                                      | —                                                        | —                                                        | 90'                                                      | Товарищеский матч                                        |
| 4                                                        | 12 октября 1994                                          | Люксембург                                               | 2:0                                                      | —                                                        | —                                                        | 90'                                                      | Отборочные матчи ЧЕ-1996                                 |

Итого: 4 матча / 0 голов; 1 победа, 3 ничьих, 0 поражений.

## Тренерская карьера
Сразу после завершения игровой карьеры Алейников решил стать тренером, работая с любительскими командами Италии. После этого непродолжительное время возглавлял российские команды «Торпедо-Металлург» и «Видное», но особых успехов не снискал.
В 2003 году вернулся в Италию, где работал в клубных академиях «Лечче» и «Ювентуса», а потом вновь тренировал любительские команды («Крас» Фриули — Венеция-Джулия). Последним клубом в его тренерской карьере стала литовская «Дайнава», главным тренером которой он был в 2014 году.
В 2015 году объявил о запуске детской школы, которую назвали Фабрикой футбола Сергея Алейникова. Поначалу говорилось, что все вопросы по организации решены, денег с родителей решили практически не брать и проводили набор юных футболистов возраста 7—10 лет. Однако проект не прожил и года, а Сергей вернулся в Италию. Работал инструктором ФИФА — участвовал в подготовке молодых тренеров.
В декабре 2024 года занял должность спортивного директора в клубе «Локомотив» из Пловдива. В июле 2025 года расстался с командой.

## Стиль игры
Один из сильнейших полузащитников страны 80-х. Отличался широким диапазоном действий, умелой позиционной игрой. Хорошо технически подготовленный, трудолюбивый, Алейников полезно действовал в подыгрыше партнёрам, владел сильным ударом из-за штрафной.—  Энциклопедия «Российский футбол за 100 лет». Октябрь 1997 года.

## Достижения

### Командные
«Динамо» (Минск)
- Чемпион СССР: 1982
- Бронзовый призёр чемпионата СССР: 1983
- Финалист Кубка СССР: 1987

«Ювентус»
- Обладатель Кубка УЕФА: 1990
- Обладатель Кубка Италии: 1989/90[англ.]

Сборная СССР
- Серебряный призёр Чемпионата Европы: 1988

### Личные
- 7 раз входил в списки «33 лучших футболистов СССР»[21]
- Футболист года в Беларуси: 1984, 1986, 1988
- Заслуженный мастер спорта СССР (1988)
- Лучший футболист Беларуси за период 1954—2003 годов (юбилейный приз к 50-летию UEFA)[22]
- Член клуба Игоря Нетто

Имя Сергея Алейникова носит символический клуб для белорусских футболистов, сыгравших 500 и более матчей высшего уровня в карьере. Сам Алейников достиг такого рубежа в 1994 году, выступая за японский клуб «Гамба Осака».

## Личная жизнь
Женат, двое сыновей: старший Артём и младший Артур. Младший стал футболистом, после окончания академии «Лечче» выступал за ряд клубов низших итальянских дивизионов. В настоящее время Сергей проживает в пригороде Лечче.
У Сергея Алейникова три брата: Владимир, Александр и Анатолий.
В сотрудничестве с журналистом Дмитрием Беленьким в 1992 году написал книгу воспоминаний «И жизнь, и слёзы, и футбол…».